# テトラアミノエチレン
テトラアミノエチレン(Tetraaminoethylene)は、化学式C2N4H8または(H2N)2C=C(NH2)2の仮設上の有機化合物である。全てのジェミナルなポリアミンと同様に、未だ合成されたことはなく、非常に不安定であると考えられている。
しかし、いくつかまたは全ての水素原子が置換基に置き換わったテトラアミノエチレンの誘導体と見ることのできる安定な化合物が多く存在する。これらの化合物は(R2N)2C=C(NR2)2の一般式で表され、テトラアミノエチレン類と総称される。

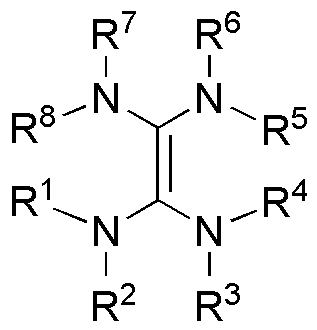
テトラアミノエチレン誘導体の一般構造

テトラアミノエチレン類は、安定カルベンの一つジアミノカルベン((R2N)2C:)の二量体として、有機化学において重要である。

## 反応
- 酸と反応して、ホルムアミジニウム塩を与える。
- 酸素と反応して尿素誘導体((R2N)2C=O)を与える。悪名高い例として、テトラキス(ジメチルアミノ)エチレン(((H3C)2N)2C=C(N(CH3)2)2)は、空気中で自発的に反応し、青緑色の光を放出する。これは、第二次世界大戦中にアメリカ合衆国海軍のパイロットが救難信号として用いた。